# Linda Salzman Sagan
Linda Salzman (n. 16 iulie 1940, New York City, New York, SUA – d. 22 noiembrie 2023, Ithaca, New York, SUA) a fost o artistă și scriitoare americană, care a creat opera de artă pentru placa de pe nava spațială Pioneer și a coprodus Discul de Aur de pe Voyager.
A fost co-autor al cărții Murmurs of Earth împreună cu soțul ei, astronomul Carl Sagan, cu care s-a căsătorit la 6 aprilie 1968; căsătoria s-a terminat printr-un divorț în 1981. De asemenea, a regizat piese pentru Central Casting Theater din Ithaca, New York și a scris episoade pentru seriale de televiziune ca de exemplu Knots Landing și General Hospital.
Linda Salzman a fost mama autorului și scenaristului Nick Sagan.